# Kheydar
Kheydar (persiska: خِيدَر, خیدر) är en ort i Iran.   Den ligger i provinsen Kurdistan, i den nordvästra delen av landet, 500 km väster om huvudstaden Teheran. Kheydar ligger 1 542 meter över havet och antalet invånare är 252.
Terrängen runt Kheydar är huvudsakligen kuperad. Kheydar ligger nere i en dal.Runt Kheydar är det ganska glesbefolkat, med 50 invånare per kvadratkilometer. Närmaste större samhälle är Saqqez, 7,0 km norr om Kheydar. Trakten runt Kheydar består i huvudsak av gräsmarker.